# Golpe de Estado no Sudão em 1971
O Golpe de Estado no Sudão em 1971 foi um golpe de curta duração apoiado pelos comunistas, foi liderado pelo Major Hashem al Atta, contra o governo do presidente Gaafar Nimeiry. O golpe ocorreu em 19 de julho de 1971, conseguiu derrubar o governo do Sudão, mas acabou sendo mal sucedido, já que o governo de Nimeiry foi restaurado em 22 de julho.
O golpe trouxe grandes mudanças nas políticas externa e interna do Sudão. Na sua sequência, os principais membros do Partido Comunista do Sudão foram executados, e vários sindicatos comunistas que dominavam o comércio foram proibidos. Em sua política externa, Nimeiry expulsou conselheiros de segurança da Alemanha Oriental e denunciou a União Soviética e a maioria de seus aliados europeus por sua atitude para com a tentativa de golpe.